# Wilhelm Trapp (Polizist)
Wilhelm Trapp (* 4. September 1889 in Nitzow; † 18. Dezember 1948 in Siedlce) war ein deutscher Major der Ordnungspolizei, Kommandeur des Reserve-Polizei-Bataillon 101 und Täter des Holocaust.

## Leben
Trapp nahm am Ersten Weltkrieg teil und erhielt das Eiserne Kreuz Erster Klasse. Dann trat er in die Schutzpolizei ein und erreichte den Rang eines Hauptmanns. Als Kommandeur des Reserve-Polizei-Bataillons 101 wurde er zum Major befördert. Bereits 1932 war er in die NSDAP eingetreten, aber nicht in die SS aufgenommen worden.
Unter der Verantwortung Trapps beging das ca. 500 Mann starke Bataillon eine ganze Reihe von Verbrechen: im Juli 1942 das Massaker von Józefów, am 17. August die Erschießungen von Juden in Łomazy und Deportationen nach Treblinka, Säuberungen in den Zwischenghettos, im September 1942 das Massaker in Serokomla und Geiselerschießungen in Talcyn sowie im Ghetto von Kock, darunter 78 polnische Nichtjuden, im Oktober/November 1942 die Räumungen von Radzyń, Łuków und Międzyrzec mit mindestens 6500 Toten. Im Herbst folgte die „Judenjagd“ auf versprengte Überlebende. Im Mai 1943 wurde das Ghetto in Międzyrzec endgültig deportiert. Der Historiker Christopher R. Browning zählt mindestens 83.000 Tote. Anschließend kämpfte das Bataillon an der Ostfront bis 1944/45 gegen Partisanen und Rote Armee. Trapp hatte sich anfangs noch wenig begeistert wegen der Morde gezeigt, so stellte er sich vor der ersten Mordaktion vor das Polizeibataillon und stellte frei teilzunehmen. 25 Personen traten aus der Gruppe heraus. Diesen entstanden keinerlei Nachteile. Später hatte er aber keine Bedenken, eine Quote von 200 Geiselerschießungen um 86 Tote zu übertreffen. Anfang 1944 war Trapp wieder in Deutschland.
1946 wurde er von den Briten inhaftiert und im Oktober 1947 an Polen ausgeliefert. Der Prozess gegen vier deutsche Täter fand am 6. Juli 1948 an nur einem Tag in Siedlce statt: Es ging nur um die Ermordung von 78 Polen, nicht um die Judenmorde. Im Dezember erfolgte die Hinrichtung von Trapp und einem Mittäter.

## Dokumentarfilm
- zdf.de: Ganz normale Männer: Der „vergessene Holocaust“